# Сен-Телесфор
Сен-Телесфор — муніципалітет у провінції Квебек (Канада). За даними перепису 2011 року чисельність населення склала 762 чоловіки. 
Муніципалітет названо на честь Папи Римського Телесфора, понтифікат якого тривав з 126 до 138 року.

## Демографія
Статистика:
| Перепис | Населення | Зміни (%)   |
| ------- | --------- | ----------- |
| 2011    | 762       | ▼ 0,9%      |
| 2006    | 769       | ▼ 0,5%      |
| 2001    | 773       | ▼ 4,0%      |
| 1996    | 805       | ▲ 4,3%      |
| 1991    | 772       | немає даних |

### Мови
| Мова              | Населення | Відсоток |
| ----------------- | --------- | -------- |
| Тільки французька | 630       | 82.35%   |
| Тільки англійська | 120       | 15.69%   |
| Обидві мови       | 0         | 0.00%    |
| Інші              | 15        | 1.96%    |